# Kunsthistorischer Studierendenkongress

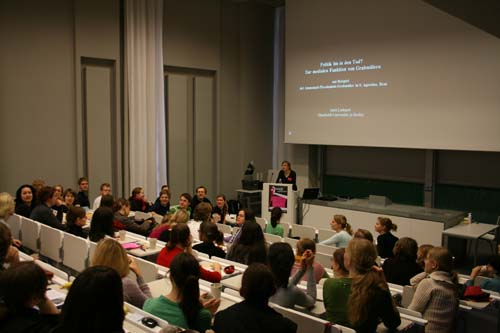
73. KSK in Berlin

Der Kunsthistorische Studierendenkongress (KSK, bis 1995: Kunsthistorische Studentenkonferenz) wird von Studierenden der Kunstgeschichte und -wissenschaft organisiert. Im Rahmen eines wissenschaftlichen Kongresses wird Studierenden des deutschsprachigen Raumes die Möglichkeit geboten, sich auszutauschen und zu vernetzen, hochschulpolitische Themen zu diskutieren und zu wechselnden Themen erste wissenschaftliche Vorträge zu halten.

## Ziele
Wichtigste Ziele neben den forschungsrelevanten Inhalten sind der institutsübergreifende Austausch und die Vernetzung der Studierenden über die Grenzen Deutschlands, Österreichs und der Schweiz hinweg. Satzungsmäßiges Ziel des KSK ist es, semesterweise einen Kongress zu veranstalten, der zugleich als Vollversammlung des KSK gilt. Dabei wechseln sich die Institute als Gastgeber ab.

## Geschichte
In Reaktion auf den 11. Deutschen Kunsthistorikertag, dem Kongress des Verbands Deutscher Kunsthistoriker (VDK), im Oktober 1968 in Ulm gründete sich der Ulmer Verein (UV) als Vertretung des sogenannten Mittelbaus (Assistenten, Volontäre, wissenschaftliche Mitarbeiter sowie Hilfskräften etc.) und der Studierendenschaft, da sich diese beiden Gruppen nicht durch den VDK vertreten sahen und ihr Anträge und Vorstellungen von einer Diskussion der aktuellen Hochschulreformthemen auf dem Deutschen Kunsthistorikertag nicht berücksichtigt wurden.

### Gründung der Kunsthistorischen Studentenkonferenz (KSK)
Im Januar 1969 gründete die Studierendenschaft in Bonn parallel zur Tagung des Ulmer Vereins ein eigenes Forum, die Kunsthistorische Studentenkonferenz (KSK), die einmal jährlich stattfinden sollte. Als deren Ziele werden vorrangig ein Informationsaustausch, das Vorantreiben der Studienreform und die Vertretung der studentischen Interessen nach außen vereinbart.
Die KSK war in den folgenden Jahren vornehmlich ein hochschulpolitisches Diskussionsforum, das als Vertretungsorgan der Studierendenschaft ein Überdenken der Inhalte und Methoden der Kunstgeschichte forderte. Sogenannte „Aktivgruppen“ machten sich ab 1971 zum Ziel, kunstwissenschaftliche Alternativen zu erarbeiten, die zur Demokratisierung aller gesellschaftlichen Bereiche führen sollten.
Ab 1971 arbeiteten der Ulmer Verein und die KSK noch enger zusammen und veranstalteten gemeinsame Treffen. Zusammen wollten sie Alternativen zu den konservativen Strukturen der Institute sowie des VDK erarbeiten. Den Studierenden wurde nun ermöglicht, Mitglied im Ulmer Verein zu werden.

### Anschluss an die VDS
Auf dem KSK 1972 in Frankfurt am Main wurde der Beitritt zum Verband Deutscher Studentenschaften (VDS) beschlossen. Man erhoffte sich neben der Finanzierung größere Wirkungsmöglichkeiten, neue Impulse und eine klarere Organisationsstruktur. Doch die KSK wurde zur „Sektion Kunstwissenschaft der VDS-Fachkonferenz Kunst und Medien“ umbenannt und ging in der großen Dachorganisation zunehmend verloren. Inhaltliche Arbeit wurde von Theoretischem überlagert, was teilweise zu chaotischen Tagungsverläufen führte. Nachdem dann der Kontakt zur VDS-Geschäftsstelle in Bonn und damit auch die Finanzierung abbrach, fand der KSK einige Jahre lang nur noch in kleinem Rahmen und durch das Engagement Weniger statt.
Die KSK 1983 in Kiel stellte schließlich einen Wendepunkt dar. Es begann eine Reanimierung der KSK hinsichtlicher neuer Gedanken, Organisation und inhaltlicher Mitarbeit. 1984 wurde in Hamburg beschlossen, der Zusammenkunft der kunsthistorischen Studierenden wieder den Namen KSK zu geben und erneut Kontakt mit der VDS aufzunehmen, was aber durch die Auflösung der VDS 1990 beendet wurde. Die KSK etablierte sich und fand in den folgenden Jahren regelmäßig statt. Im November 1994, auf der KSK in Bochum kam erneut starkes Interesse an der Frage nach dem Selbstverständnis der KSK auf. Man wollte diese Fragestellung auf der darauffolgenden KSK in Marburg zu einer Sektion erheben. Auch sollte der KSK bekannter gemacht werden, insbesondere in den kaum vertretenen neuen Bundesländern.

### Umbenennung in Kunsthistorischer Studierendenkongress (KSK)
Auf der Konferenz im Mai 1995 in Marburg wurde schließlich eine formale Umbenennung der Kunsthistorischen Studentenkonferenz (die KSK) in den Kunsthistorischen Studierendenkongress (der KSK) beschlossen, da es sich bei der Tagung weniger um eine beratschlagenden Versammlung (Konferenz) einer ständig bestehenden Institution handele, sondern um ein mehrtägiges (zwischen drei und fünf Tagen) fachgerichtetes politisches Beschlussgremium (Kongress), das außerhalb des Tagungsrahmens nicht beschlussfähig sei. Zudem wurde ein zentraler KSK-Ordner angelegt, die Satzung novelliert und erstmals die Möglichkeiten des Internets für den KSK in Betracht gezogen.
Eine leichte Akzentverschiebung des Tagungsformats erfolgte auf dem 69. KSK in Berlin (2005). In einem Seminar zum Porträt unter der Leitung von Philipp Zitzlsperger an der Humboldt-Universität bildete sich eine Gruppe von Studierenden, die zusammen mit Zitzlsperger als Vorstandsmitglied des Ulmer Vereins den KSK als wissenschaftliche Tagung ausrichtete. Unter dem Motto „Von Studenten für Studenten – das porträt05“ wurde ein Call for papers publiziert, der auf rege Resonanz stieß. Die vorgetragenen studentischen Forschungsergebnisse zum Porträt von der Frühneuzeit bis zur Gegenwart wurden 2007 publiziert. Das Format der wissenschaftlichen Tagung unter Beibehaltung eines beratschlagenden und hochschulpolitischen Plenums hat dem KSK neuen Schwung gegeben.
Seit Beschluss der Einführung der BA-/MA-Studiengänge ist besonders dieses Thema immer wieder Gegenstand der Diskussionen auf den KSK, so etwa schon auf dem 64. KSK im WS 2000 in Bochum, in Tübingen im WS 2006 oder auch in Berlin im WS 2007.

## Kongressorganisation
Das Thema des Kongresses wird von den organisierenden Studierenden selbst bestimmt. Ein Call for Papers (und Call for Workshops) wird ausgeschrieben. Aus den eingegangenen Abstracts werden die Referenten (und Workshopleiter) ausgewählt. Um die vollständige Organisation und Durchführung sowie Finanzierung des Kongresses kümmern sich allein die organisierenden Studierenden. Unterstützt werden sie dabei vom Ulmer Verein, ohne dass dabei jedoch die Autonomie der studentischen Organisationsform des KSK in Frage gestellt wird.
Auf der Vollversammlung des jeweils aktuellen Kongresses wird der kommende Kongress vorgestellt und der Veranstaltungsort des übernächsten gewählt.
Vorgesehen ist auch die Dokumentation und/oder Publikation eines jeden Kongress in Form eines (Online-)Tagungsbands oder einer Materialsammlung, die an die Studierenden(vertretungen) ausgegeben und an das KSK-Archiv weitergeleitet werden soll.

## Bisherige Kongresse (Auswahl)
| Zahl                                                                           | Datum                             | Tagungsort                                                                                          | Thema                                                                                         | Besonderheit(en)                                                            |
| ------------------------------------------------------------------------------ | --------------------------------- | --------------------------------------------------------------------------------------------------- | --------------------------------------------------------------------------------------------- | --------------------------------------------------------------------------- |
| 1. KSK                                                                         | Januar 1969                       | Rheinische Friedrich-Wilhelms-Universität Bonn                                                      |                                                                                               | Gründung des KSK                                                            |
| […]                                                                            |                                   | |                                                                                               |                                                                             |
| 35. KSK                                                                        | 1. bis 3. November 1985           | Universität Hamburg                                                                                 | Kunstgeschichte und EDV                                                                       |                                                                             |
| […]                                                                            |                                   | |                                                                                               |                                                                             |
| 67. KSK                                                                        | 9. bis 12. Mai 2002               | Universität Trier                                                                                   | Porta(l) epochal – Kunstgeschichte illusTRIERen                                               |                                                                             |
| […]                                                                            |                                   | |                                                                                               |                                                                             |
| 69. KSK                                                                        | 6. bis 9. Oktober 2005            | Humboldt-Universität zu Berlin                                                                      | porträt05                                                                                     | Tagungsband                                                                 |
| 70. KSK                                                                        | 25. bis 28. Mai 2006              | Philipps-Universität Marburg                                                                        | Ideale                                                                                        |                                                                             |
| 71. KSK                                                                        | 1. bis 3. Dezember 2006           | Eberhard Karls Universität Tübingen                                                                 | Grenzgänge                                                                                    |                                                                             |
| 72. KSK                                                                        | 17. bis 20. Mai 2007              | Martin-Luther-Universität Halle-Wittenberg                                                          | Räumlichkeiten                                                                                |                                                                             |
| 73. KSK                                                                        | 29. November bis 2. Dezember 2007 | Berlin (Humboldt-Universität zu Berlin, Freie Universität Berlin und Technische Universität Berlin) | kunst macht öffentlichkeit                                                                    | Tagungsband und Podcast                                                     |
| 74. KSK                                                                        | 29. Mai bis 1. Juni 2008          | Westfälische Wilhelms-Universität Münster                                                           | Kunst wettstreitet                                                                            |                                                                             |
| 75. KSK                                                                        | 4. bis 7. Dezember 2008           | Universität Wien                                                                                    | barrierefrei                                                                                  | 1. KSK in Österreich                                                        |
| 76. KSK                                                                        | 4. bis 7. Juni 2009               | Universität zu Köln                                                                                 | Selbstinszenierung. Selbstdarstellung in Kunst, Kunsthandel und Kunstvermittlung              |                                                                             |
| 77. KSK                                                                        | 26. bis 29. November 2009         | Universität Hamburg                                                                                 | Art will save us                                                                              |                                                                             |
| 78. KSK                                                                        | 27. bis 30. Mai 2010              | Friedrich-Schiller-Universität Jena                                                                 | Lichtbilder                                                                                   |                                                                             |
| 79. KSK                                                                        | 25. bis 28. November 2010         | Ruhr-Universität Bochum                                                                             | „Ich sehe was, was Du nicht siehst!“ Über das Verschwinden und das Unsichtbare (in) der Kunst |                                                                             |
| 80. KSK                                                                        | 26. bis 29. Mai 2011              | Johannes Gutenberg-Universität Mainz                                                                | In vier Tagen um die Welt – Kunst und ihre Wege                                               |                                                                             |
| 81. KSK                                                                        | 24. bis 27. November 2011         | Universität Siegen                                                                                  | Peripherie                                                                                    | Tagungsband                                                                 |
| 82. KSK                                                                        | 31. Mai bis 3. Juni 2012          | Otto-Friedrich-Universität Bamberg                                                                  | Brücken                                                                                       |                                                                             |
| 83. KSK                                                                        | 29. November bis 2. Dezember 2012 | Universität Wien                                                                                    | Fleisch. Material, Objekt, Denkfigur                                                          |                                                                             |
| 84. KSK                                                                        | 13. bis 16. Juni 2013             | Universität Zürich                                                                                  | Entfremdung und Aneignung. Kunst in Bewegung                                                  | 1. KSK in der Schweiz                                                       |
| 85. KSK                                                                        | 21. bis 24. November 2013         | Berlin                                                                                              | Ganz glatt und wie geleckt?! – Kunstgeschichte auf dem Laufsteg                               |                                                                             |
| 86. KSK                                                                        | 15. bis 18. Mai 2014              | Ludwig-Maximilians-Universität München                                                              | Präsentation als Form und Inhalt                                                              |                                                                             |
| 87. KSK                                                                        | 27. bis 30. November 2014         | Ruprecht-Karls-Universität Heidelberg                                                               | Ansichtssache                                                                                 |                                                                             |
| 88. KSK                                                                        | 4. bis 7. Juni 2015               | Universität Trier                                                                                   | Nacht                                                                                         |                                                                             |
| 89. KSK                                                                        | 19. bis 22. November 2015         | Heinrich-Heine-Universität Düsseldorf                                                               | Alles im Fluss                                                                                |                                                                             |
| 90. KSK                                                                        | 25. bis 29. Mai 2016              | Universität Kassel                                                                                  | Breitengrade – Entdecken. Erforschen. Erleben.                                                |                                                                             |
| 91. KSK                                                                        | 24. bis 27. November 2016         | Universität Leipzig                                                                                 | Vermeintlich anders                                                                           |                                                                             |
| 92. KSK                                                                        | 15. bis 18. Juni 2017             | Westfälische Wilhelms-Universität Münster                                                           | Projekt, das                                                                                  |                                                                             |
| 93. KSK                                                                        | 2. bis 5. November 2017           | Universität Bern                                                                                    | Frouäsach – Frauen in der Kunst                                                               |                                                                             |
| 94. KSK                                                                        | 29. Juni bis 1. Juli 2018         | Universität Hamburg                                                                                 | Dimensionen                                                                                   |                                                                             |
| 95. KSK                                                                        | 15. bis 18. November 2018         | Universität zu Köln                                                                                 | Hässlich                                                                                      |                                                                             |
| 96. KSK                                                                        | 4. bis 7. Juli 2019               | Universität Duisburg-Essen und Folkwang Universität der Künste                                      | Reise und Migration                                                                           |                                                                             |
| 97. KSK                                                                        | 28. November bis 1. Dezember 2019 | Berlin (Humboldt-Universität zu Berlin und Freie Universität Berlin)                                | Exzess                                                                                        |                                                                             |
| Im Sommersemester 2020 fand auf Grund der Corona-Pandemie kein Kongress statt. |                                   | |                                                                                               |                                                                             |
| 98. KSK                                                                        | 1. bis 4. Oktober 2020            | Universität Stuttgart                                                                               | Das Erste Mal                                                                                 | 1. digitaler KSK                                                            |
| 99. KSK                                                                        | 20. bis 23. Mai 2021              | Johann Wolfgang Goethe-Universität Frankfurt am Main                                                | Bildproteste                                                                                  | 2. digitaler KSK                                                            |
| 100. KSK                                                                       | 17.–20. Februar 2022              | Ludwig-Maximilians-Universität                                                                      | Verwandlungen                                                                                 | 3. digitaler KSK                                                            |
| 101. KSK                                                                       | 26.–29. Mai 2022                  | Otto-Friedrich-Universität Bamberg                                                                  | Blendwerk & Trugbild                                                                          | erstmals nach der Corona-Pandemie wieder in Präsenz stattfindender Kongress |
| 102. KSK                                                                       | 9.–12. Februar 2023               | Rheinische Friedrich-Wilhelms-Universität Bonn                                                      | Ursprünge                                                                                     |                                                                             |
| 103. KSK                                                                       | 26.–29. Mai 2023                  | Georg-August-Universität Göttingen                                                                  | Künstler*innen. FLINTA* in der Kunst                                                          |                                                                             |
| 104. KSK                                                                       | 29. Februar bis 3. März 2024      | Universität Leipzig                                                                                 | ZUKUNFT                                                                                       |                                                                             |
| 105. KSK                                                                       | 17.–20. Mai 2024                  | Christian-Albrechts-Universität zu Kiel                                                             | feucht(e)gebiete                                                                              |                                                                             |
| 106. KSK                                                                       | 20.–23. Februar 2025              | Ruprecht-Karls-Universität Heidelberg                                                               | Reiselust und Wanderschaft                                                                    |                                                                             |
| 107. KSK                                                                       | 6.–9. Juni 2025                   | Ruhr-Universität Bochum                                                                             | arbeit[s]beziehungen                                                                          |                                                                             |

## Kongressbände
- Objekt der Begierde: Das Kunstwerk im Rampenlicht. Beiträge des 60. Kunsthistorischen Studierendenkongress in Heidelberg, 19. – 22. November 1998, hrsg. von Thomas Niederbühl, Heidelberg 2000.
- das portrait – Eine Bildgattung und ihre Möglichkeiten. Beiträge des 69. Kunsthistorischen Studierendenkongress in Berlin, 6. – 8. Oktober 2005, hrsg. von Martin Steinbrück, München/Berlin 2007, ISBN 978-3-422-06752-3.
- kunst macht öffentlichkeit. Beiträge des 73. Kunsthistorischen Studierendenkongress in Berlin, 30. November – 2. Dezember 2007, hrsg. von Stefanie Bräuer et al., Berlin 2008.
- Peripherie. Beiträge des 81. Kunsthistorischen Studierendenkongress in Siegen, 24. – 27. November 2011, hrsg. von Ludwig Andert und Anne Röhl, Emsdetten/Berlin 2013, ISBN 978-3-942810-13-5.
- VerWandlungEn. Tagungsband anlässlich des 100. Kunsthistorischen Studierendenkongresses in München, 17.–20. Februar 2022, hrsg. von Alexandra Avrutina, Lily Baumeister, Eva Blüml, Daniel Bucher, Lavinia Hunder, Katharina Roßmy, Anna Rudakova, Heidelberg 2024. https://doi.org/10.11588/arthistoricum.1096.

## KSK-Archiv in Hamburg
Das KSK-Archiv ist das Archiv des Kunsthistorischen Studierendenkongress. Seit 2010 entsteht das studentisch organisierte Projekt am Kunstgeschichtlichen Seminar der Universität Hamburg. Das KSK-Archiv sammelt alle Unterlagen, die mit der Geschichte, Organisation und Durchführung des KSK verbunden sind. Die Archivalien werden neben der materiellen Aufbereitung langfristig in eine digitale Datenbank eingespeist.
Die Idee für ein Archiv entstand in den 1990er Jahren im Kontext der wissenschaftshistorischen Diskurse um eine „Geschichte von unten“. Auf dem 73. KSK in Berlin wurde 2007 die Gründung eines Archivs beschlossen. Eine erste Ansammlung von Material in Marburg legte den Grundstein für das Projekt, das nach dem 77. KSK 2009 in Hamburg einen festen Standort erhielt.